# Kościół luterański w Wiskitkach
Kościół ewangelicko-augsburski w Wiskitkach – nieistniejący obecnie kościół dawnej parafii ewangelickiej, zbudowany w Wiskitkach w latach 1854-1862 i rozebrany w 1951 r.

## Historia
W 1852 r. miejscowi ewangelicy (głównie osadnicy pochodzenia niemieckiego, sprowadzeni w XVII-XIX w. przez hrabiów Łubieńskich) zamówili projekt i kosztorys kościoła. Budowę rozpoczęto w 1854 r., a ukończono dopiero w 1862 r., co było spowodowane brakiem pieniędzy. W 1855 r. konsystorz ewangelicki przywrócił wiskickiej filii rangę parafii. 
Jednak już pod koniec XIX wieku pobliski, szybko rozbudowujący się Żyrardów, zaczął przyciągać ewangelików z okolicy i stał się ich największym skupiskiem. Dla nich uczęszczanie do kościoła w odległych o 6 km Wiskitkach stało się uciążliwe. Z tego powodu w 1888 r. pastor wiskicki Juliusz Bursche zdecydował o budowie nowego kościoła w Żyrardowie (ukończonego w 1898 r.) To było przyczyną postępującego opuszczenia i zaniedbania kościoła ewangelickiego w Wiskitkach. Coraz rzadziej odprawiano tam nabożeństwa (początkowo raz w miesiącu przez pastora z Żyrardowa), w końcu jednak kościół zamknięto. Istniał jednak w Wiskitkach przytułek dla sierot i starców wyznania ewangelickiego tzw. „Dom Miłosierdzia” (wybudowany w 1898 r.)
Po I wojnie światowej wznowiono stałe odprawianie nabożeństw w wiskickim kościele luterańskim. Podczas II wojny światowej (od 1941 r.) kościół znowu opustoszał na skutek nakazu odprawiania nabożeństw tylko w języku niemieckim, którego większość parafian nie znała. Pod koniec wojny budynek kościoła został w znacznym stopniu uszkodzony przez ostrzał artyleryjski. 1 sierpnia 1948 r. parafia luterańska w Żyrardowie zadecydowała o rozbiórce kościoła w Wiskitkach, którą zrealizowano do końca 1951 r. a część pozyskanego w ten sposób materiału budowlanego przeznaczono na naprawę kościoła luterańskiego w Żyrardowie.